# Дом Шамиля
Дом Шамиля — здание в историческом центре Казани, перестроенное в начале XX века в эклектичном направлении. Дом Шамиля является яркой достопримечательностью Старой Татарской слободы, памятником архитектуры и объектом культурного наследия регионального (республиканского) значения.
В 1986 году в доме был открыт Литературный музей Габдуллы Тукая.

## Описание
Дом Шамиля представляет собой квадратное в плане двухэтажное кирпичное здание, площадь которого составляет около 430 м², а объём — 4200 м³.
Общий архитектурный облик особняка представляет собой вариации на темы средневековой европейской архитектуры, но из многообразных форм архитектурного декора выбраны мотивы, наиболее отвечающие вкусам местного населения. Архитектурный стиль здания сочетает элементы историзма и национально-романтического модерна.
Главный фасад обогащён большим эркером над парадным подъездом, ризалитом со ступенчатым завершением слева от парадного входа и полукруглым эркером справа, завершённым высоким шатром с флюгером. Фасад изобилует декоративными элементами: машикулями, аркатурными поясками, лепными вензелями, башенками с кованными завершениями.
Большую часть времени здание имело окраску в светло-желтоватых тонах. В начале XXI века окраска стала светло-зелёной, затем — светло-кофейной. В 2016-2017 годах зданию возвращён изначальный облик.

## История
Около 1863 года для Ибрагима Исхаковича Апакова — почётного потомственного гражданина Казани, купца первой гильдии, миллионера — в Старой Татарской слободе на Екатерининской улице у Юнусовской площади был построен двухэтажный особняк.
В 1884 году единственная дочь купца Апакова Бибимарьямбану была в 18-летнем возрасте выдана замуж за 45-летнего генерала Мухаммед-Шафи (Мухамет-Шафи, Мухаммадшафи, Магомедшафи) Шамиля, третьего сына имама Шамиля. В связи с этим каменный двухэтажный дом с прилегающими одноэтажным флигелем, хозяйскими постройками и садиком был передан им в качестве свадебного подарка.
Во всех сохранившихся документах, оставшихся после купца Апакова, здание указывается как принадлежащее «госпоже Шамиль». Он был передан ей отцом по купчей (налог с продажи недвижимого имущества был ниже налога с наследства) незадолго до его кончины.
В 1902 году здание пострадало от большого пожара в Старо-Татарской слободе, уничтожившего более 300 домов.
В 1903 году дом был существенно перестроен (этот факт удостоверяют заметка в «Казанском телеграфе», а также окладные книги тех лет, фиксировавшие взимавшийся налог на недвижимость) по проекту Генриха Бернардовича Руша и Фёдора Романовича Амлонга. Он стал одним из последних построенных домов Руша и одним из первых — Амлонга.
В 1906 году во время очередной поездки в Кисловодск Мухаммед-Шафи скончался, и вдова с дочерьми вскоре переехала в Санкт-Петербург. Усадьба с домом была продана преуспевающему 25-летнему купцу второй гильдии Валиулле Ибрагимову.
Ибрагимов открыл в доме конфетную лавку и стал впоследствии известен как «конфетный король» Казани.
Габдулла Кариев, один из основателей татарского профессионального театра, преобразовавший свою труппу «Сайяр» в антрепризу, задумал устроить в Доме Шамиля стационарный татарский театр, но этим планам не суждено было сбыться.
В 1919 году собственность купца Валиуллы Ибрагимова экспроприировали. Дом Шамиля был заселён жильцами и оставался жилым до года. Среди горожан за домом прочно закрепилось название «дом Шамиля».
Постановлением Совета министров ТАССР от 23 октября 1981 года № 601 «О ходе выполнения в Татарской АССР Закона РСФСР „Об охране и использовании памятников истории и культуры“» Дом Шамиля поставлен на охрану как памятник истории и архитектуры. В середине 1980-х годов Татарская Специальная научно-реставрационная производственная мастерская (ТатСНРПМ) провела реставрационные работы в здании.
11 июня 1986 года, в рамках празднования 100-летия со дня рождения Габдуллы Тукая, в Доме Шамиля был открыт Литературный музей Габдуллы Тукая — филиал Государственного объединённого музея Татарской АССР — созданный согласно решению Татарского обкома КПСС от 30 мая 1984 года.
Расположенной рядом площади, на которой в 1913 году состоялся посвящённый поэту траурный митинг, также присвоили имя Г. Тукая (до 1997 года, когда площадью Тукая стала называться площадь Куйбышева).
В 2001 году в литературном музее был открыт Мраморный зал лауреатов Государственной премии имени Г. Тукая.
В 2006 году были отремонтированы фасады здания.
В 2011 году некоторые помещения музея нуждались в ремонте.
Летом 2011 года в здании прошли реставрационные работы.